# Roubion
Roubion (in italiano: Robione, ormai desueto) è un comune francese di 119 abitanti situato nel dipartimento delle Alpi Marittime della regione della Provenza-Alpi-Costa Azzurra.

## Monumenti e luoghi d'interesse
- Chiesa di Santo Stefano

## Società

### Evoluzione demografica
Abitanti censiti